# 国道10号

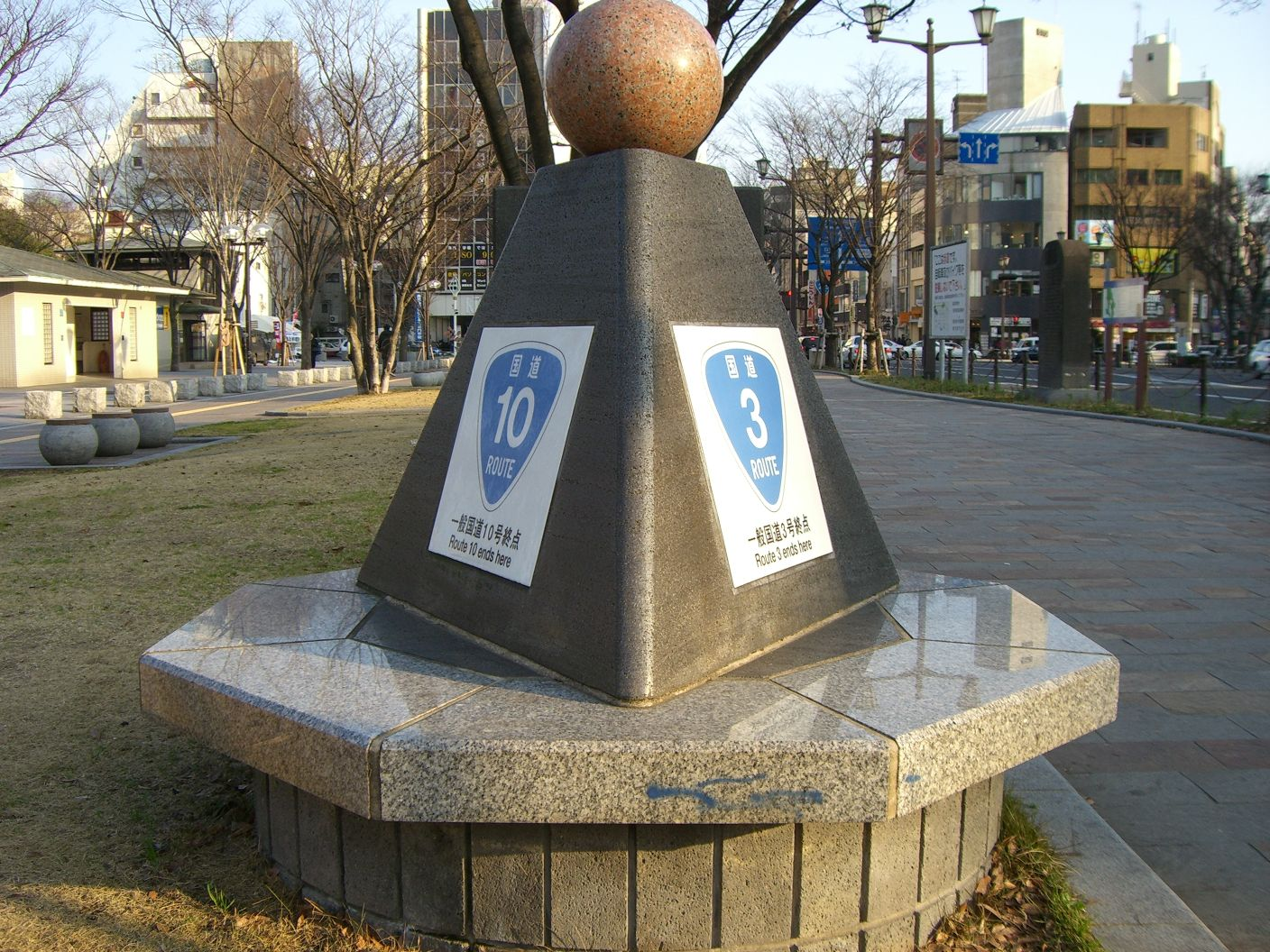
国道10号 終点標柱
鹿児島県鹿児島市
照国神社前交差点
国道3号などの終点でもある。

国道10号（こくどう10ごう）は、福岡県北九州市門司区から、東九州の大分県、宮崎県を経由して、鹿児島県鹿児島市に至る一般国道である。

## 概要

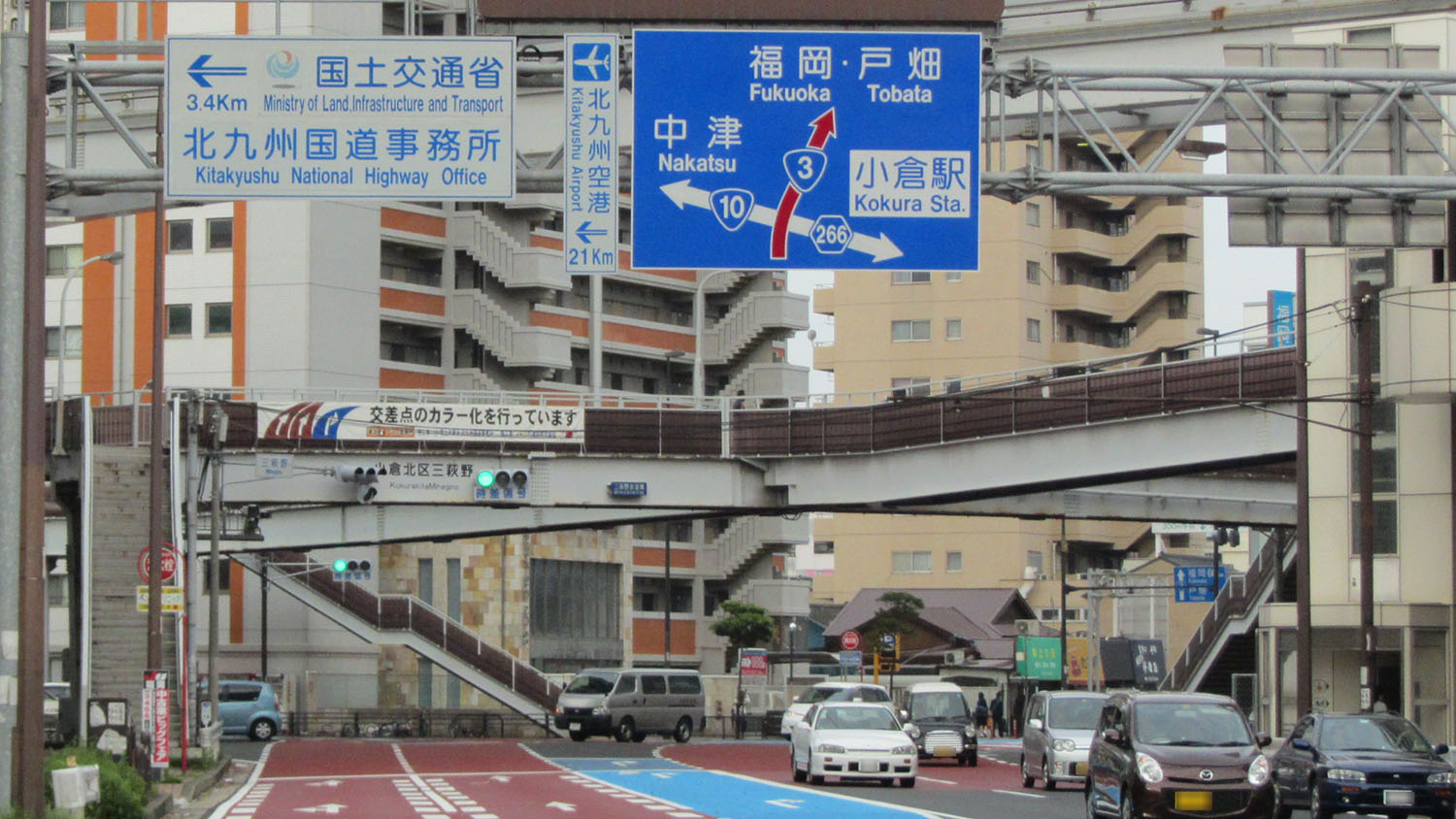
国道3号（重複区間）からの分岐
福岡県北九州市小倉北区
三萩野交差点

起点の福岡県北九州市門司区の老松公園前交差点から福岡県北九州市小倉北区の三萩野交差点までは、国道3号との重複区間となり、福岡県北九州市小倉北区の三萩野交差点からの単独区間等は南へ進路を取り、周防灘、別府湾、日向灘沿いの大分県、宮崎県沿岸部を走り、内陸部の鰐塚山地や都城盆地、鹿児島湾沿いを経由して、終点の鹿児島県鹿児島市に至る路線で、九州地方内で完結する国道では最長の距離を誇る東九州の大動脈である。大部分はJR九州日豊本線と並走しており、車窓から列車を見ることができる。

### 路線データ
一般国道の路線を指定する政令に基づく起終点および重要な経過地は次のとおり。
- 起点：北九州市（門司区[2]、老松公園前交差点 = 国道2号終点、国道3号起点）
- 終点：鹿児島市（照国神社前交差点 = 国道3号・国道225号・国道226号終点）
- 重要な経過地：行橋市、豊前市、中津市、宇佐市、大分県速見郡日出町、別府市、大分市、同県大野郡犬飼町[注釈 3]、同郡野津町[注釈 4]、同県南海部郡弥生町[注釈 5]、宮崎県東臼杵郡北川町[注釈 6]、延岡市、同郡門川町、日向市、宮崎市、同県東諸県郡高岡町[注釈 7]、都城市、鹿児島県姶良郡福山町[注釈 8]、国分市[注釈 8]、同郡隼人町[注釈 8]
- 総延長 : 555.5 km（福岡県 52.7 km、北九州市 13.9 km、大分県 200.0 km、宮崎県 211.0 km、鹿児島県 77.9 km）重用延長を含む。[3][注釈 9]
- 重用延長 : 3.5 km（福岡県 - km、北九州市 1.2 km、大分県 2.3 km、宮崎県 - km、鹿児島県 - km）[3][注釈 9]
- 未供用延長 : 5.7 km（福岡県 - km、北九州市 - km、大分県 - km、宮崎県 5.7 km、鹿児島県 - km）[3][注釈 9]
- 実延長 : 546.3 km（福岡県 52.7 km、北九州市 12.7 km、大分県 197.7 km、宮崎県 205.3 km、鹿児島県 77.9 km）[3][注釈 9]
  - 現道 : 504.9 km（福岡県 47.0 km、北九州市 12.7 km、大分県 193.2 km、宮崎県 178.1 km、鹿児島県 73.8 km）[3][注釈 9]
  - 旧道 : なし[3][注釈 9]
  - 新道 : 41.4 km（福岡県 5.7 km、北九州市 - km、大分県 4.4 km、宮崎県 27.2 km、鹿児島県 4.1 km）[3][注釈 9]
- 指定区間：北九州市小倉北区砂津2丁目321番3 - 鹿児島市城山町1番の1（富野口交差点 - 照国神社前交差点（終点））[4]

## 歴史
- 国道10号に相当する道は、江戸時代以前には日向街道などと呼ばれていた。

### 年表
- 1875年（明治8年） - 宮崎市を境に北を大分街道、南を鹿児島街道として一等道路に指定された。
- 1876年（明治9年）6月8日 - 道路ノ等級ヲ廢シ國道縣道里道ヲ定ムにより、大分街道・鹿児島街道は統合されて、鹿児島と大分県を結ぶ県道一等となった。
- 1885年（明治18年） - 内務省告示第6号「國道表」により、国道35号「東京より大分県に達する路線」（現1号、2号経由、門司から大分まで）、国道36号「東京より宮崎県に達する路線」（上記35号経由、宮崎まで）、国道38号「東京より鹿児島県に達する別路線」（上記35、36号経由、鹿児島まで）と再び分割して指定された。38号のうち、宮崎 - 都城間は田野、山之口を経由する現在の269号のルートであったが、1891年（明治24年）2月23日に現在のルートに変更された。
- 1920年（大正9年） - 旧道路法が施行され、同法に基づく路線認定で、旧35号、36号、38号が統合されて国道3号「東京市より鹿児島県庁所在地に達する路線（乙）」となった。
- 1952年（昭和27年）12月4日 - 新道路法に基づく路線指定で一級国道10号（福岡県門司市 - 鹿児島県鹿児島市）として指定された。
- 1965年（昭和40年）4月1日 - 道路法改正によって一級・二級の区別がなくなり一般国道10号となった。
- 1985年（昭和60年） - 曽根バイパス開通。
- 1986年（昭和61年）7月14日 - 深夜に大分市大字上戸次（かみへつぎ）の上尾（あがりお）洞門が豪雨による土砂崩れで埋没崩壊。人的被害こそなかったものの、仮橋等による通行規制が1987年6月まで続いた[5]。のち拡幅工事により、この区間は上尾トンネル（1999年完成）で迂回されている[6]。
- 1990年（平成2年） - 延岡南道路開通。
- 1991年（平成3年） - 行橋バイパス開通。
- 1992年（平成4年） - 隼人道路開通。
- 1993年（平成5年）
  - 椎田道路、宇佐道路、大分南バイパス開通。
  - 8月6日 - 鹿児島市吉野町の鹿児島湾沿岸部で大規模な土石流災害が相次いで発生し、竜ヶ水地区周辺を通行していた自動車および、停車中の列車から国道上に避難してきた乗客を含む2,500人が孤立。一部は道路上に直撃した土石流により海に投げ出された[7]。並行して通る日豊本線と共に壊滅的な被害を受ける（平成5年8月豪雨）。
- 1994年（平成6年） - 宇佐別府道路開通、豊前バイパス開通。
- 1996年（平成8年） - 大分南バイパス4車線化、中津バイパス開通。
- 1998年（平成10年） - 宮崎北バイパス開通。
- 2000年（平成12年） - 宮崎西バイパス開通、宮崎北バイパス全線4車線化。
- 2002年（平成14年） - 日出バイパス開通。
- 2004年（平成16年） - 宮崎西バイパス全線4車線化。
- 2005年（平成17年） - 延岡道路の延岡IC - 延岡南IC間（7.8 km）開通。
- 2010年（平成22年）3月27日 - 中津バイパス全線4車線化。
- 2012年（平成24年）
  - 2月1日 - 別大国道全線6車線化。
  - 3月24日 - 都城道路の平塚IC - 五十町IC間（1.9 km）開通[8]。
  - 12月15日 - 延岡道路の北川IC - 延岡IC間（12.8 km）開通。
- 2019年（平成31年）3月17日 - 都城道路の横市IC - 平塚IC間（2.8 km）開通[9]。
- 2022年（令和4年）3月12日 - 都城志布志道路の乙房IC - 横市IC間（3.0 km）開通[10]。
- 2025年（令和7年）8月8日 - 集中豪雨により姶良市加治木町地内で網掛川が氾濫。路盤や信号機が流出[11]。

## 路線状況
福岡県内
北九州市から大分市までは北大道路が整備されている。特に北九州市内 - 行橋市 - 中津市の区間は交通量が多い。北九州市 - 京都郡苅田町 - 行橋市の一部北側は4車線となり、北九州市内では6車線となる区間も存在する。また福岡県豊前市においても、豊前バイパスの整備により4車線となっている。
大分県内
中津市区間では、中津バイパスの整備により4車線化された。また中津日田道路に伊藤田ICで接続しており、中津港方面・日田方面（東九州自動車道 中津ICまで）ともに供用中である。
別府市から大分市までの区間である通称「別大国道」は、九州有数の交通量を誇る交通の要所であり、6車線化が行われた（国道10号別大拡幅事業）。また、この区間は、九州で初めての電車（大分交通別大線）が走った場所でもある。大分県宇佐市 - 杵築市、大分市南部 - 宮崎県延岡市にかけては、概ね山間部で峠（立石峠や宗太郎峠など）を越える区間も多い。
宮崎県内
延岡市 - 宮崎市の区間は、日豊本線や東九州道と並行しながら日向灘沿岸部を南下していく。交通量が多い延岡市 - 日向市、および宮崎市の周辺部では、4車線化やバイパスの整備が進められている。また日向市美々津から児湯郡新富町にかけては2車線の区間が多いが、随所にゆずり車線が設置されている。児湯郡都農町に道の駅つのが設置されている。
宮崎市高岡町から都城市高城地区までは、急峻な鰐塚山地を通るためトンネルや坂道などが多い。宮崎市高岡町花見に道の駅高岡が設置されている。
都城市街地に入ると交通量が増え、再び4車線となる。また地域高規格道路（都城志布志道路）の都城道路が同区間のバイパスとして建設中であり、このうち乙房IC - 五十町IC間が供用中である。
鹿児島県内
曽於市から霧島市福山地区にかけては、シラス台地によるやや山なりの地形を通過する。霧島市の中心部である国分地区へ抜けてからは、鹿児島湾に沿うように平野部（国分平野・姶良平野）を通過していく。国分 - 姶良間は東九州道や九州道とも並行する。
鹿児島市付近では急峻な山地と鹿児島湾の間を日豊本線と並走している。この場所は1993年8月6日の平成5年8月豪雨災害の時に、車の渋滞する最中に土石流が多発し、多くの車が鹿児島湾に流された他、竜ヶ水駅に停車中の列車も土石流に巻き込まれる大災害が発生した場所である。

### 通称
- 北大道路
- 産業通り（大分市）
- 中津街道
- 別大国道
- 日向街道
- 歴史と文化の道（鹿児島市）
鹿児島市城山町地区にある、鶴丸城跡から照國神社までの930 m区間にある歩道の別名。1990年度手づくり郷土賞受賞[14]。鶴丸城跡のお堀沿いの道には、鹿児島県歴史資料センター黎明館、鹿児島市立美術館、鹿児島県立博物館などが立ち並ぶ。歩道は四季折々の花々が咲き、夜間には鹿児島市が景観照明として採用したガス燈が灯る、市民や観光客の恰好の散歩道になっている。街路樹景観が優れていることが評価され、読売新聞社選定の「新・日本街路樹100景」（1994年）のひとつに選定されている[15]。

### バイパス
- 高規格幹線道路等
  - 東九州自動車道に並行する自動車専用道路
    - 椎田道路（有料）
    - 宇佐別府道路（有料）
    - 延岡道路
    - 延岡南道路（有料）
    - 隼人道路（有料）

  - 地域高規格道路
    - 大分空港道路（日出バイパス、有料）
    - 都城志布志道路（都城道路）
    - 宮崎環状道路（住吉道路）

  - その他の自動車専用道路
    - 宇佐道路
- 旧道と並行し、複数経路となっている一般道路
  - 大分南バイパス（大分県）
  - 土々呂バイパス（宮崎県）
  - 加治木バイパス（鹿児島県）
  - 鹿児島北バイパス（鹿児島県）
- 旧道が降格し、単一経路となっている一般道路
  - 曽根バイパス、行橋バイパス、豊前バイパス（福岡県）
  - 中津バイパス、亀川バイパス、金池バイパス（金池大通り）[16]（大分県）
  - 延岡バイパス、土々呂バイパス、都農バイパス、川南バイパス、高鍋バイパス、新富バイパス、佐土原バイパス、宮崎北バイパス、宮崎西バイパス、高岡バイパス、高城バイパス（宮崎県）
  - 高岡バイパス、亀割バイパス、姶良バイパス（鹿児島県）

### 重複区間
- 国道3号（福岡県北九州市門司区老松町・老松公園前交差点（起点） - 北九州市小倉北区黄金1丁目・三萩野交差点）
- 国道213号（大分県中津市大字佐野・佐野交差点 - 宇佐市大字岩崎・岩崎交差点）
- 国道213号（大分県速見郡日出町・堀交差点 - 別府市汐見町・九州横断道路入口交差点）
- 国道57号（大分県大分市新町・大道入口交差点 - 豊後大野市犬飼町久原）
- 国道210号（大分県大分市畑中1丁目・府内大橋北交差点 - 大分市大字宮崎・宮崎交差点）
- 国道502号（大分県臼杵市野津町大字宮原・日当三差路交差点 - 臼杵市野津町大字野津市・明治橋交差点）
- 国道326号（宮崎県延岡市北川町川内名・曽立交差点 - 延岡市昭和町1丁目）
- 国道388号（宮崎県延岡市和大門町 - 東臼杵郡門川町中須2丁目・門川町中須交差点）
- 国道269号（宮崎県宮崎市橘通西3丁目・橘通3丁目交差点 - 宮崎市大工1丁目）
- 国道269号（宮崎県都城市平江町・都城駅入口交差点 - 都城市大岩田町・大岩田交差点）
- 国道504号（鹿児島県霧島市福山町福山・牧之原交差点 - 霧島市隼人町真孝・国道223号入口交差点）

### 道路施設

#### 橋梁
- 新山国大橋（山国川、福岡県築上郡上毛町 - 大分県中津市）
- 府内大橋（大分川、大分県大分市）
- 白滝橋（大野川、大分県大分市）
- 番匠橋（番匠川、大分県佐伯市）
- 延岡大橋（大瀬川、宮崎県延岡市）
- 高鍋大橋（小丸川、宮崎県児湯郡高鍋町）
- 日向大橋（一ツ瀬川、宮崎県児湯郡新富町 - 宮崎市）
- 宮崎大橋（大淀川、宮崎県宮崎市）

#### トンネル
- 大分県
  - 古城山トンネル（大分市）
  - 上尾（あがりお）トンネル（大分市）
  - 中の谷隧道（高さ制限4.2 m、臼杵市 - 佐伯市）
  - 桃原隧道（佐伯市）
  - 大原隧道（佐伯市）
  - 前畑隧道（佐伯市）
  - 宗太郎隧道（佐伯市）
- 宮崎県
  - 市棚トンネル（延岡市）
  - 和田越トンネル（延岡市）
  - 熊田隧道（延岡市）
  - はゆまトンネル（延岡市）
  - 高岡トンネル（宮崎市）
- 鹿児島県
  - 鳥越トンネル（磯トンネル、鹿児島市）

#### 道の駅
- 福岡県
  - 豊前おこしかけ（豊前市）
  - しんよしとみ（築上郡上毛町）
- 大分県
  - なかつ（中津市）[17]
  - たのうらら（大分市）
  - やよい（佐伯市）
- 宮崎県
  - 北川はゆま（延岡市）
  - 日向（日向市）
  - つの（児湯郡都農町）[18]
  - 高岡（宮崎市）
  - 都城NiQLL（都城市）
- 鹿児島県
  - すえよし（曽於市）

### 事前通行規制区間
| 区間                                          | 距離    | 規制内容                           | 備考                                         |
| --------------------------------------------- | ------- | ---------------------------------- | -------------------------------------------- |
| 宮崎市高岡町内山 - 都城市高城町本八重         | 01.5 km | 連続雨量が200 mmに達した場合通行止 |                                              |
| 鹿児島県姶良市重富 - 鹿児島県鹿児島市吉野町磯 | 11.3 km | 連続雨量が200 mmに達した場合通行止 | 平成5年8月豪雨で知られる竜ヶ水地区にあたる。 |

交通規制を参照

### 特殊通行規制区間
| 区間               | 距離   | 規制内容                               | 危険内容 |
| ------------------ | ------ | -------------------------------------- | -------- |
| 鹿児島県姶良市白浜 | 1.0 km | 越波があり通行が危険と判断される場合。 | 波浪     |

## 地理

### 通過する自治体
- 福岡県
  - 北九州市（門司区 - 小倉北区 - 小倉南区） - 京都郡苅田町 - 行橋市 - 京都郡みやこ町 - 築上郡築上町 - 豊前市 - 築上郡上毛町
- 大分県
  - 中津市 - 宇佐市 - 杵築市 - 速見郡日出町 - 別府市 - 大分市 - 豊後大野市 - 臼杵市 - 佐伯市
- 宮崎県
  - 延岡市 - 東臼杵郡門川町 - 日向市 - 児湯郡都農町 - 児湯郡川南町 - 児湯郡高鍋町 - 児湯郡新富町 - 宮崎市 - 都城市
- 鹿児島県
  - 曽於市 - 霧島市 - 曽於市 - 霧島市 - 姶良市 - 鹿児島市

### 交差する道路
福岡県
- 国道2号（北九州市門司区・老松公園前交差点（起点））
- 国道3号（北九州市小倉南区・三萩野交差点）
- 国道322号（北九州市小倉北区・城野交差点）
- 北九州高速道路1号線横代出入口・長野出入口、九州自動車道 2 小倉東IC（北九州市小倉南区）
- 国道201号（京都郡苅田町・二崎交差点）

大分県
- 国道212号（中津市・新山国大橋交差点）
- 中津日田道路伊藤田IC（中津市）
- 国道213号（中津市・佐野交差点
- 国道387号（宇佐市・法鏡寺交差点）
- 国道213号（宇佐市・岩崎交差点）
- E97 日出バイパス・E97 大分空港道路 1 日出IC（速見郡日出町）
- 国道213号（速見郡日出町・堀交差点）
- 国道213号・国道500号（別府市・九州横断道路入口交差点）
- 国道57号・国道197号・国道210号・ 国道217号・国道442号（大分市・大道入口交差点）
- 国道210号（大分市・府内大橋北交差点
- 国道210号（大分市・宮崎交差点）
- E10 東九州自動車道　14 大分米良IC、米良道路（大分市）
- 国道57号（豊後大野市・犬飼バイパス分岐）
- 国道326号（豊後大野市・久原交差点）
- 国道502号（臼杵市・日当三差路交差点
- 国道502号（臼杵市・明治橋交差点）
- 国道217号（佐伯市・番匠交差点）

宮崎県
- 国道326号（延岡市・曽立交差点）
- E10 東九州自動車道 21 北川IC（延岡市）
- 国道388号（延岡市・和田越交差点）
- 国道218号・国道326号（延岡市昭和町）
- 国道388号（東臼杵郡門川町・門川町中須交差点）
- 国道327号・国道446号・国道503号（日向市・新生町交差点）
- 国道327号日向バイパス（日向市・お倉ヶ浜交差点）
- 一ツ葉道路北線（宮崎市・原口交差点）
- 国道219号広瀬バイパス（宮崎市）
- 国道219号（宮崎市・新名爪）
- 国道220号（宮崎市・橘通4丁目交差点）
- 国道269号天満バイパス（宮崎市・橘通4丁目交差点
- 国道269号（宮崎市大工1丁目）
- E10 東九州自動車道 29 宮崎西IC（宮崎市）
- 国道268号（宮崎市・赤谷交差点）
- E10 宮崎自動車道 3 都城IC（都城市）
- 国道221号（都城市・松ノ元交差点）
- 国道269号（都城市・都城駅入口交差点 - 大岩田交差点）
- 国道222号（都城市・中町交差点）
- 都城志布志道路五十町IC（都城市）

鹿児島県
- E78 東九州自動車道 39 末吉財部IC（曽於市）
- 国道504号（霧島市・牧之原交差点）
- 国道223号・国道504号（霧島市・国道223号入口交差点）
- 国道220号（霧島市・検枝橋交差点）
- E78 東九州自動車道 40 国分IC（霧島市）
- 国道223号（※国道223号重複=国道504号）（霧島市・国道223号入口交差点）
- E3 九州自動車道・E78 東九州自動車道（隼人道路） 25 加治木IC（姶良市）
- 国道58号・国道224号（鹿児島市・西郷隆盛銅像前交差点）
- 国道3号・国道225号・国道226号（鹿児島市・照国神社前終点）

### 主な峠
- 立石峠（標高147 m、大分県杵築市）
- 赤松峠（標高130 m、大分県速見郡日出町）
- 中ノ谷峠（標高168 m、大分県臼杵市 - 大分県佐伯市）
- 宗太郎峠（大分県佐伯市 - 宮崎県延岡市）

## ギャラリー

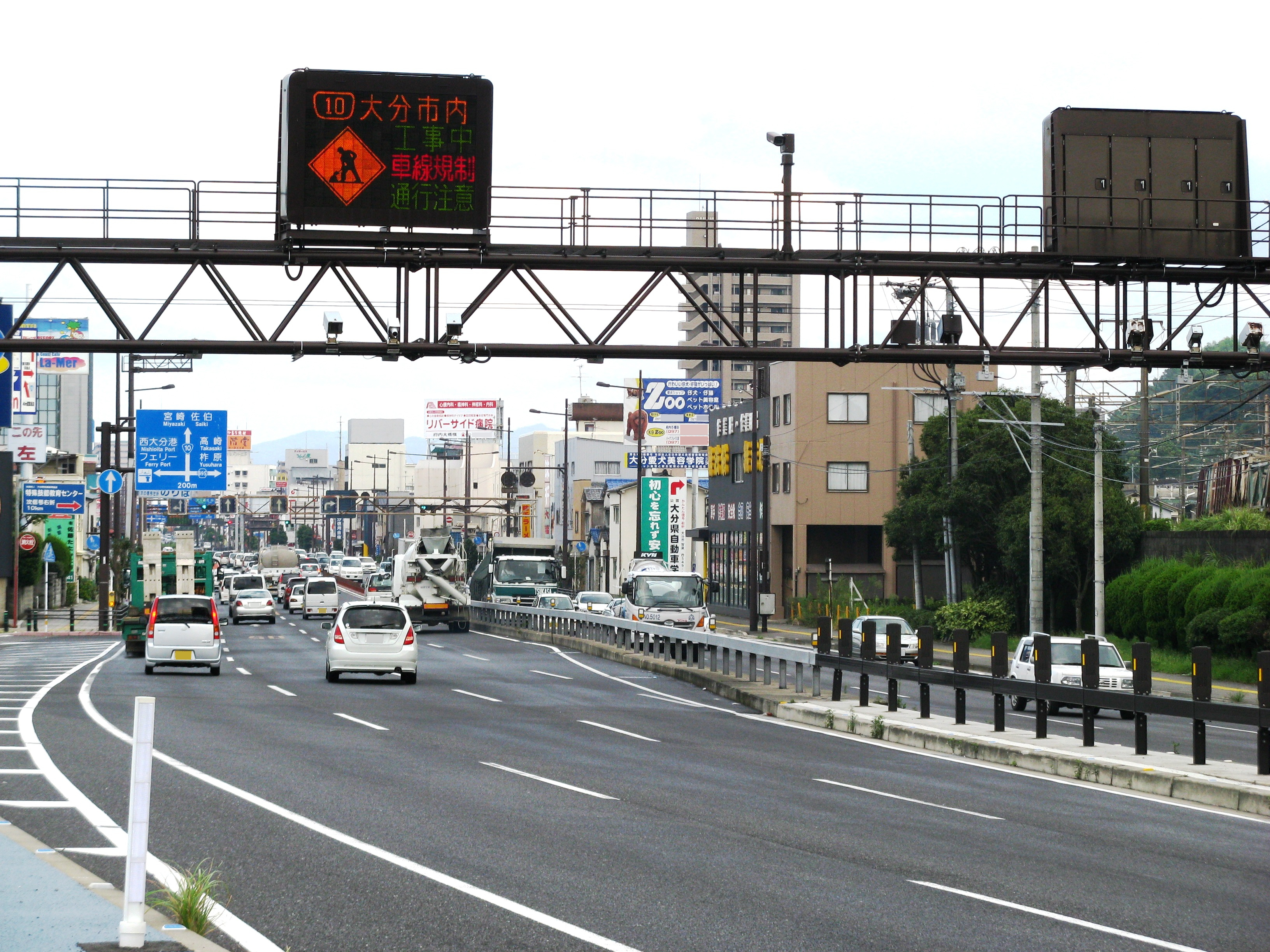
大分市地点（西大分地区）
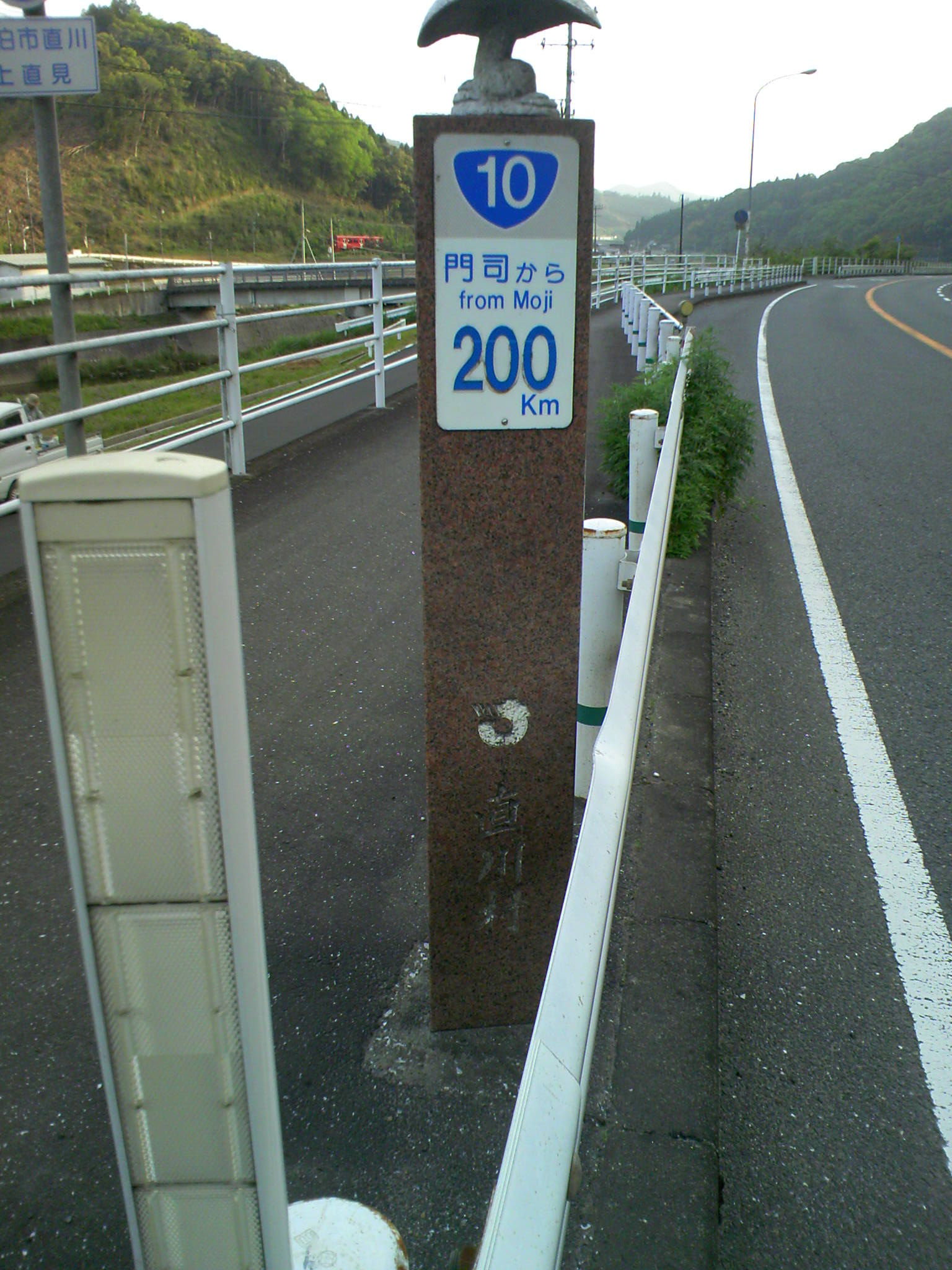
佐伯市地点 （門司から200キロ地点 2010年5月4日撮影）
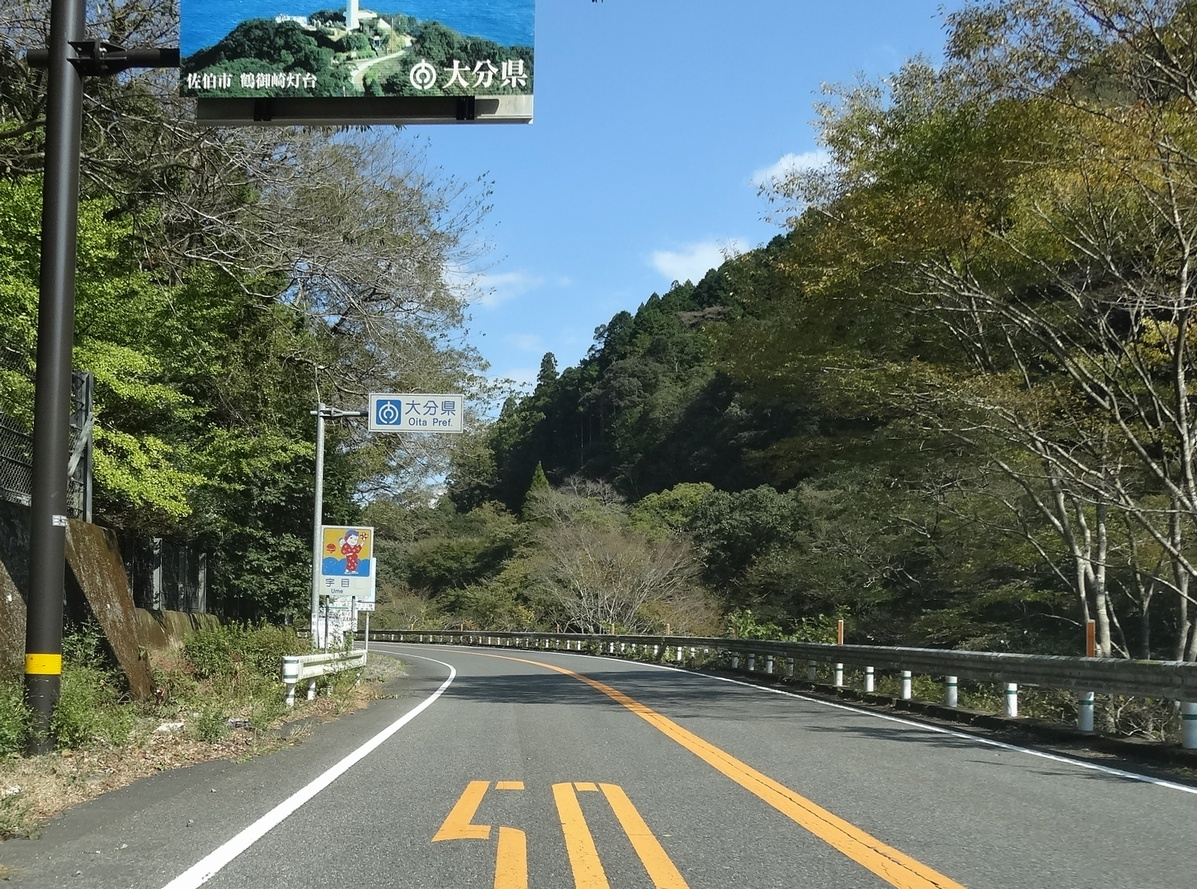
大分・宮崎県境 （宗太郎峠）
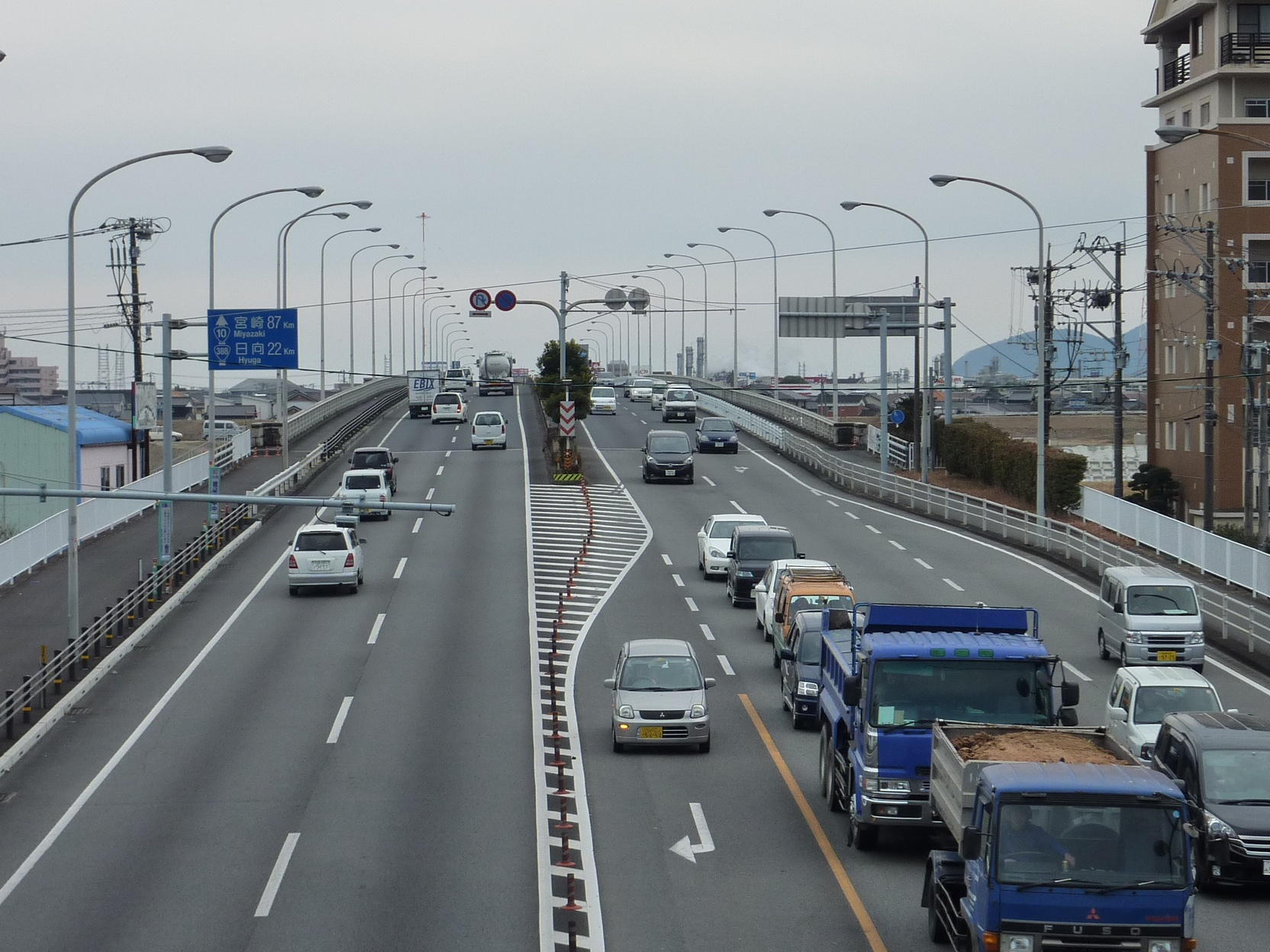
延岡市地点1 （延岡大橋）
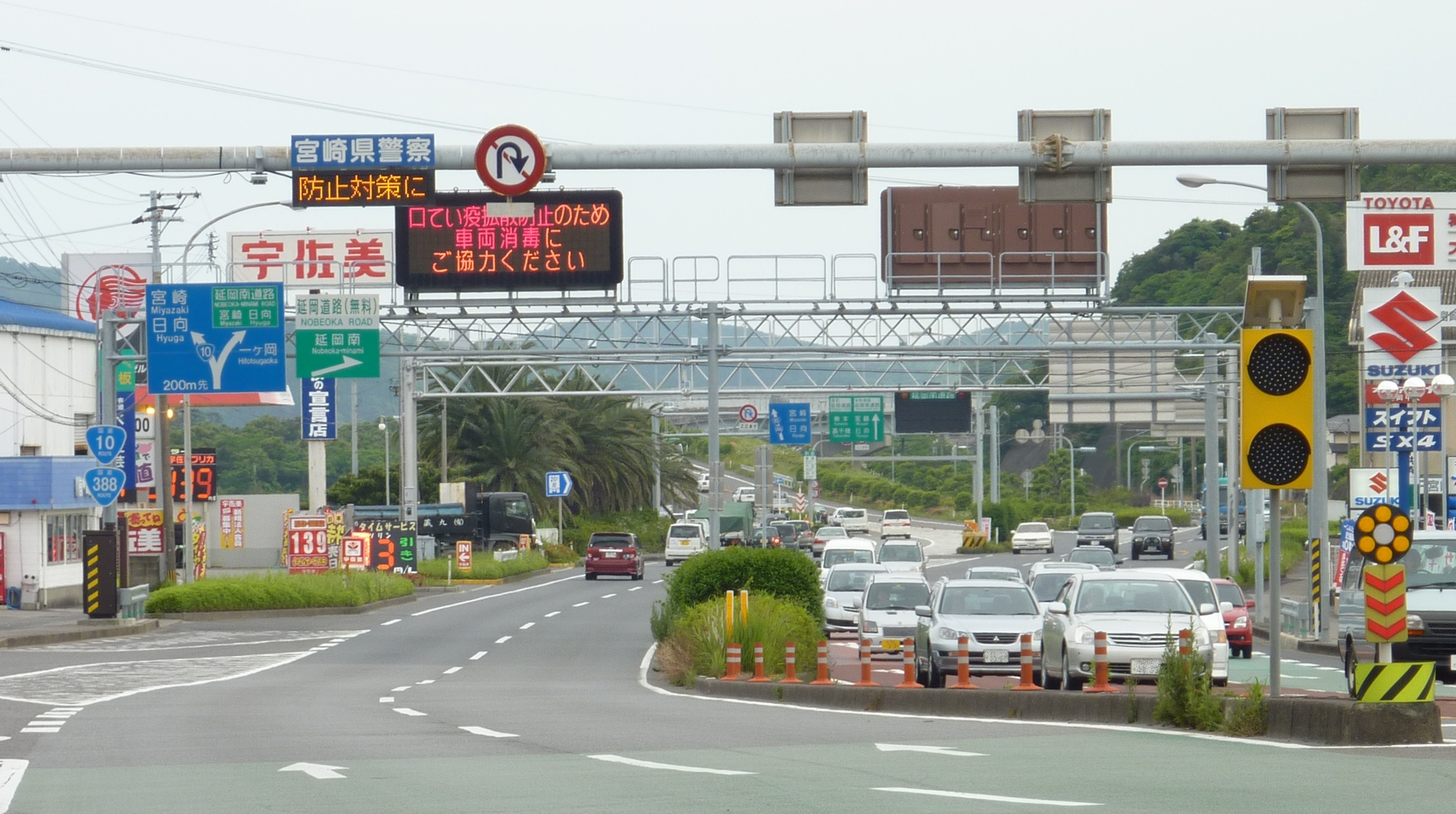
延岡市地点2 （土々呂バイパス入口）
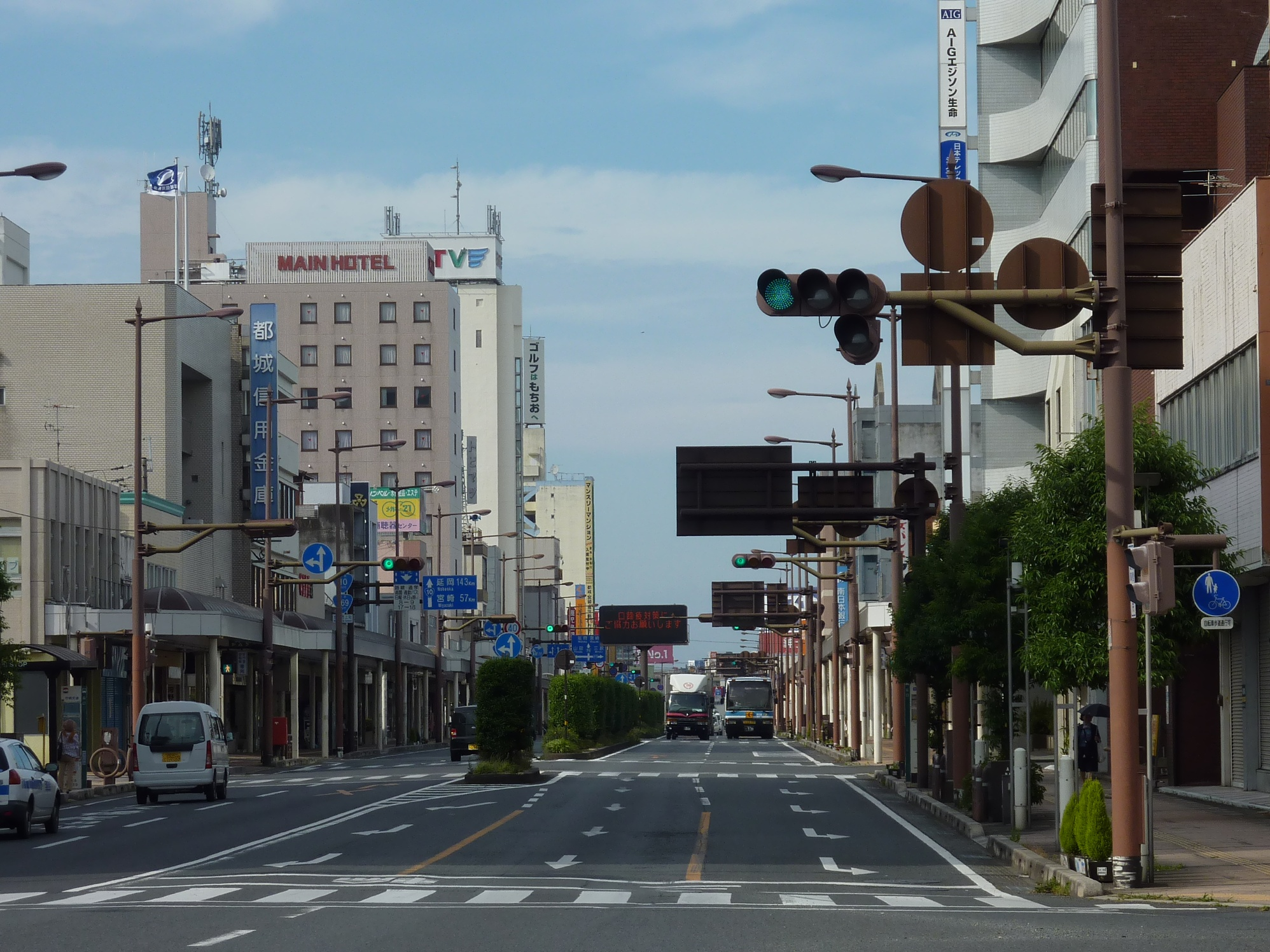
都城市地点 （中央通り）
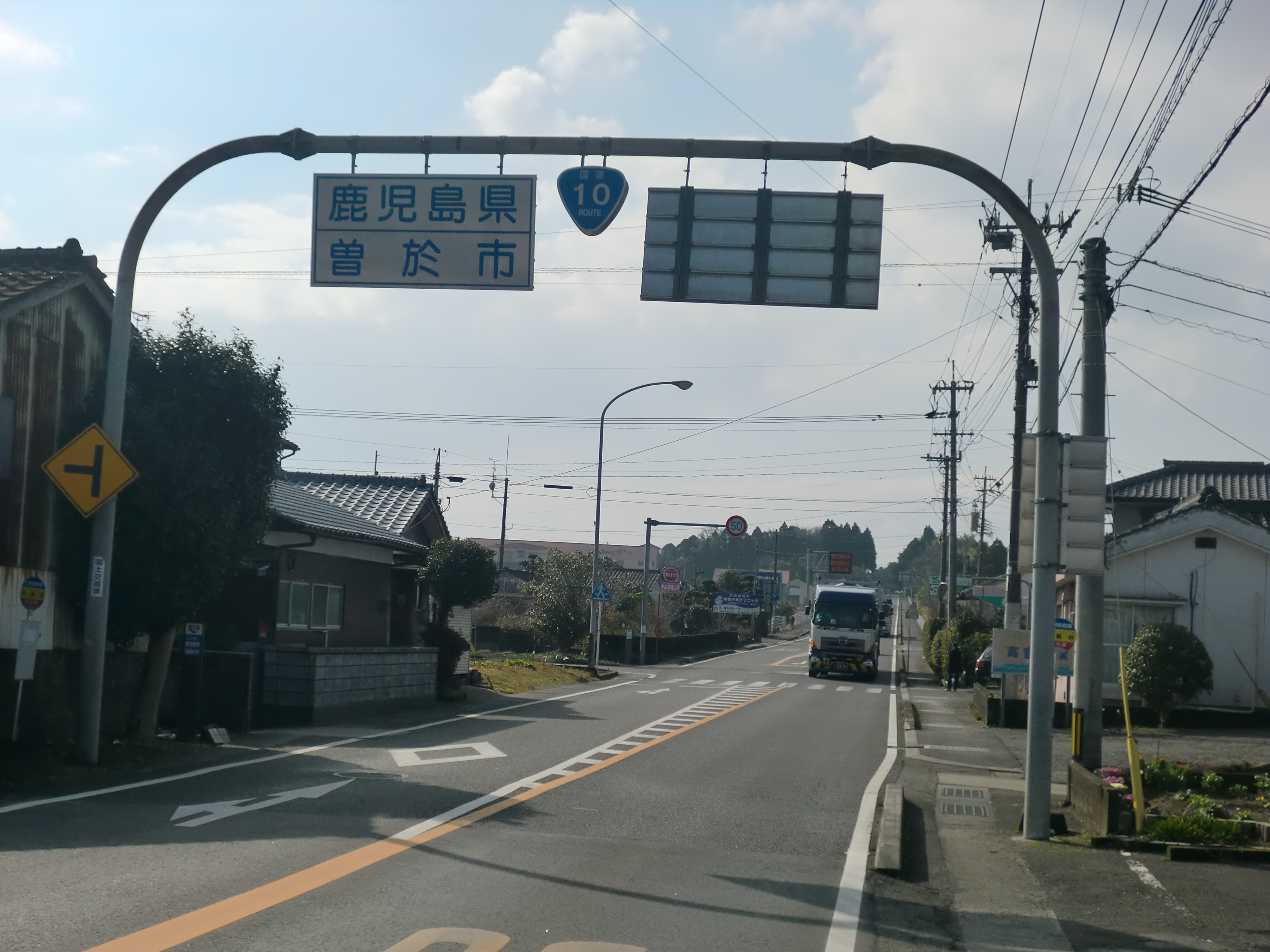
宮崎・鹿児島県境1 （宮崎県側より曽於方面を望む）
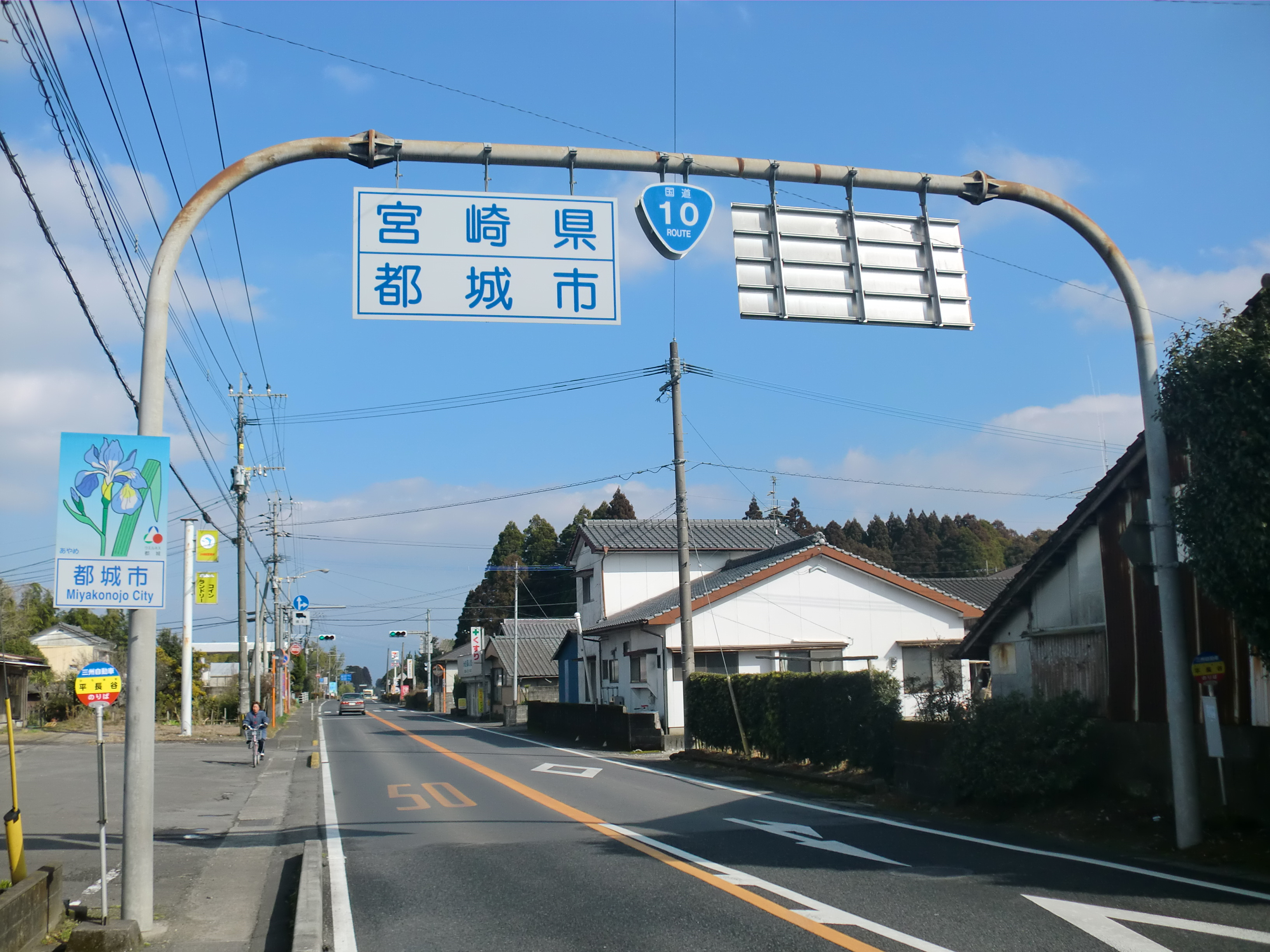
宮崎・鹿児島県境2 （鹿児島県側より都城方面を望む）
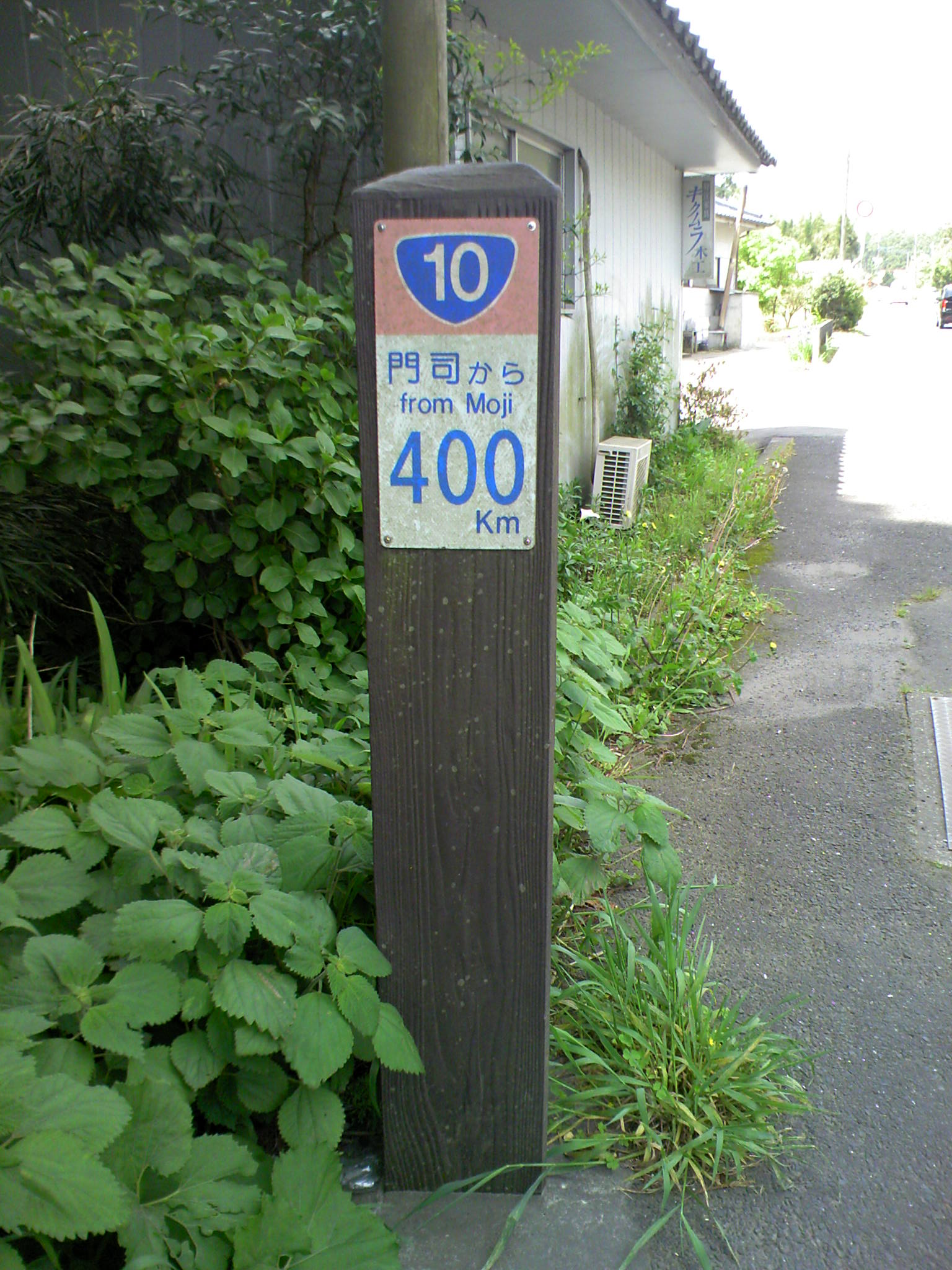
曽於市地点1 （門司から400キロ地点 2010年5月5日撮影）
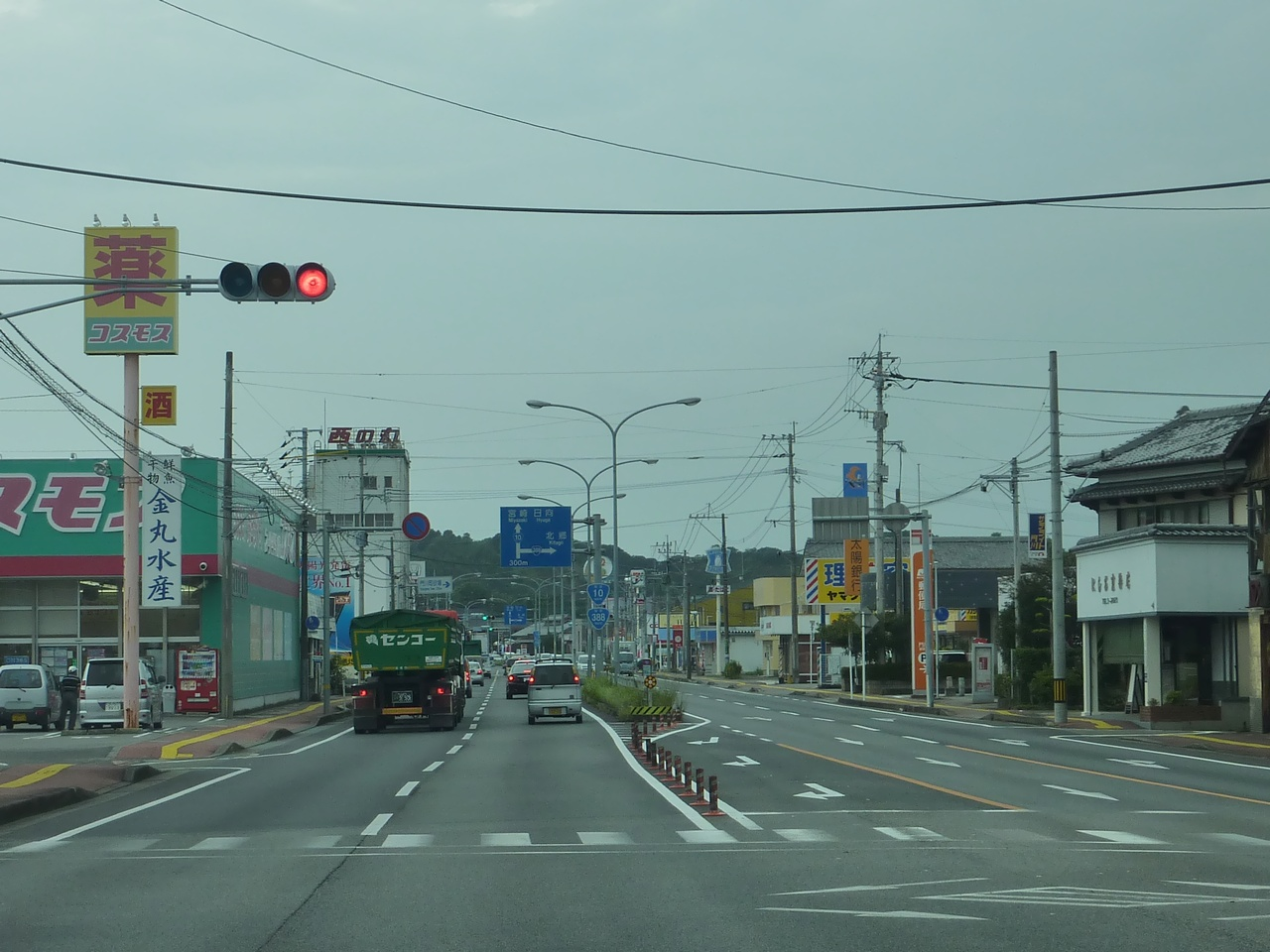
国道388号との重複区間 （宮崎県東臼杵郡門川町）
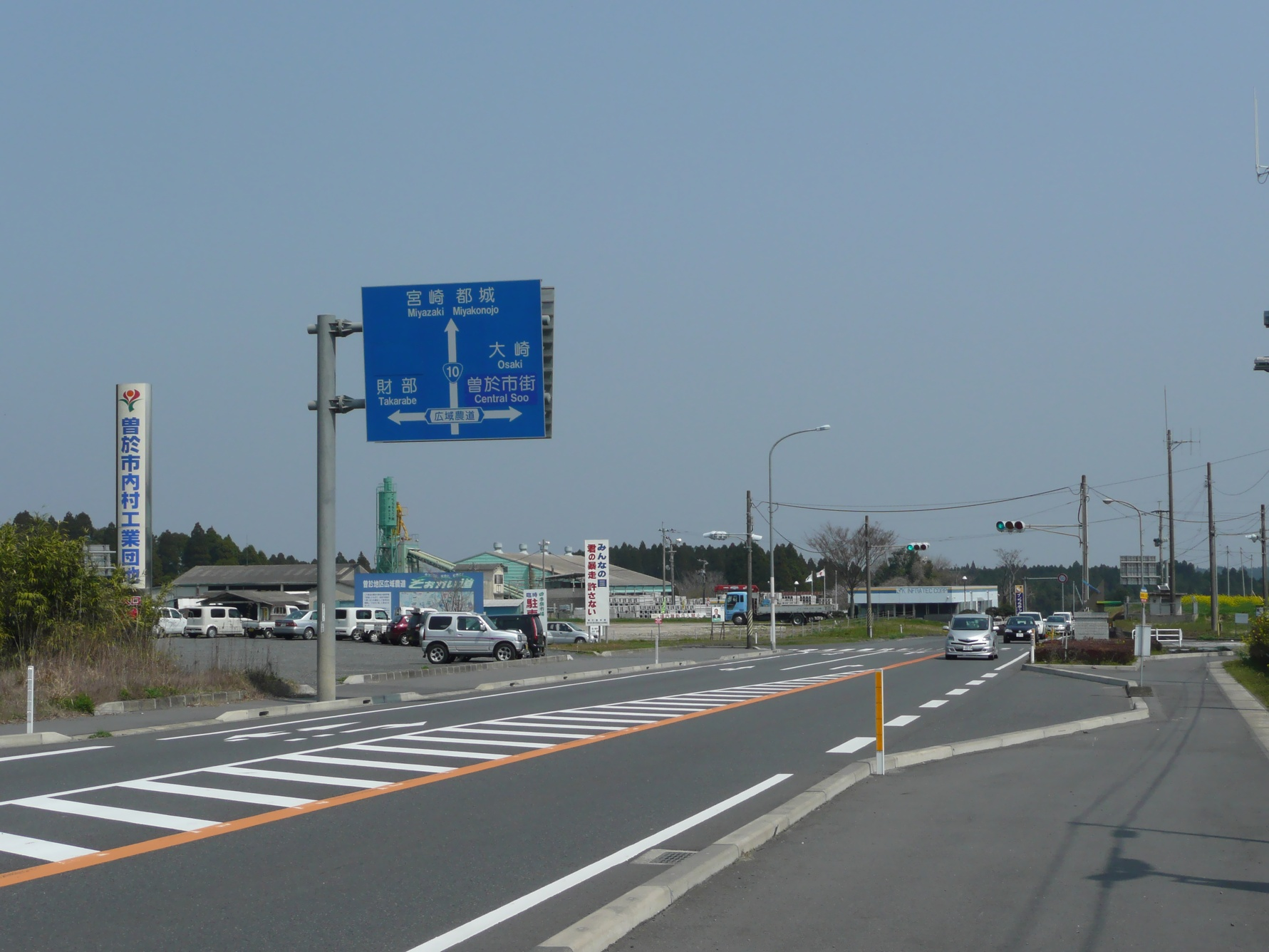
曽於市地点2 （道の駅すえよし付近）
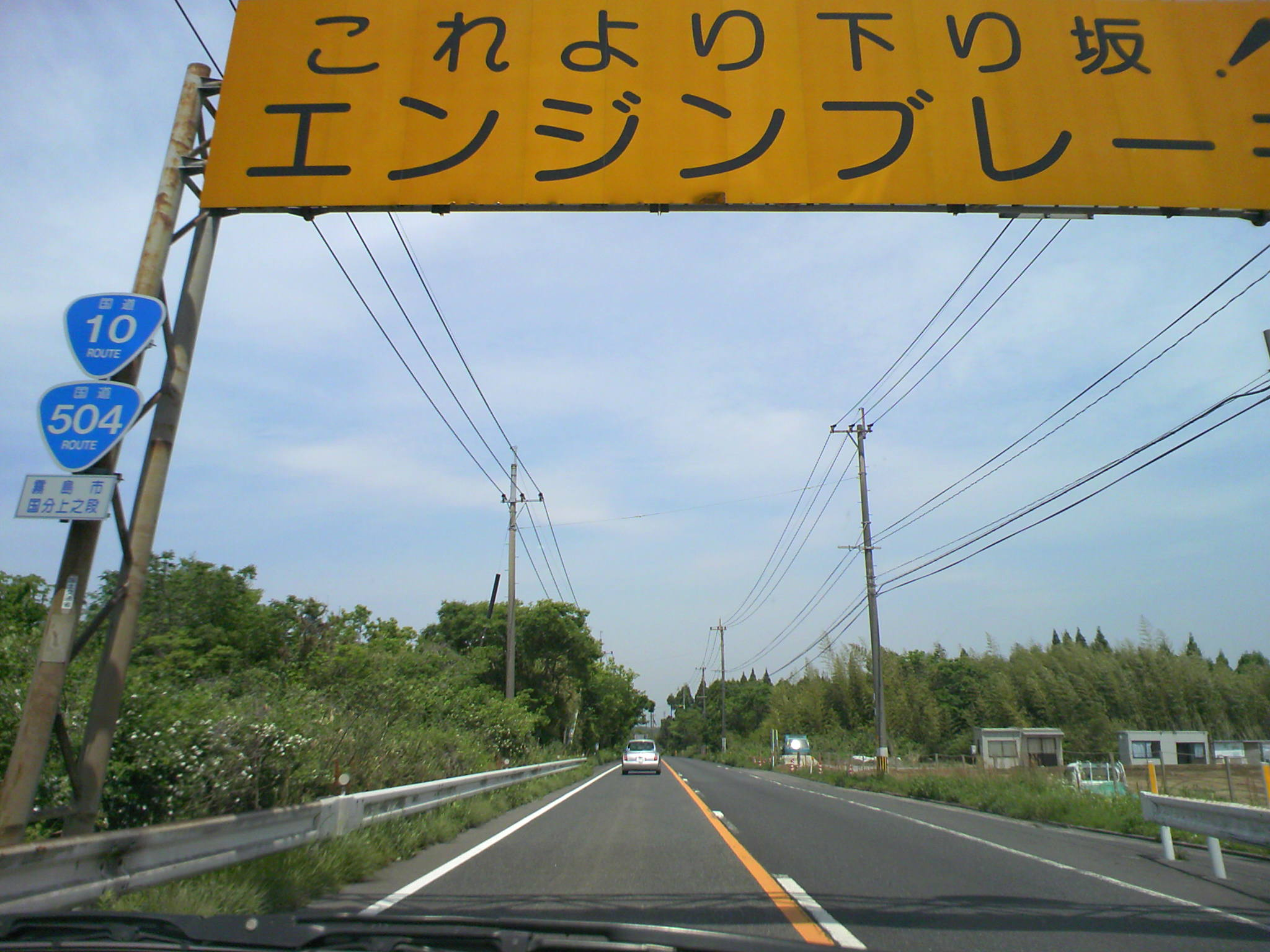
亀割バイパス
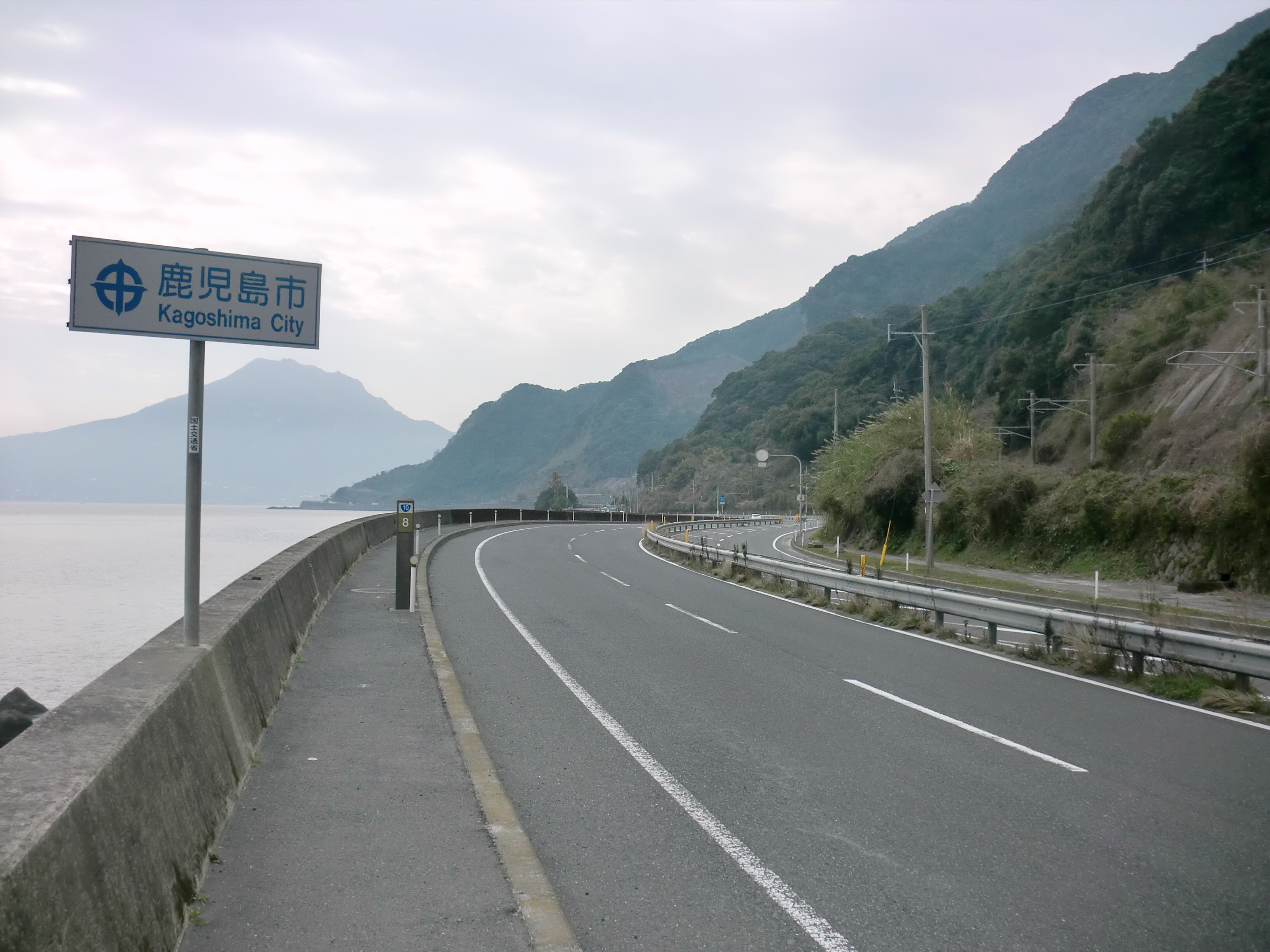
姶良・鹿児島市境 （左手に錦江湾と桜島。右手には日豊本線が並走している）
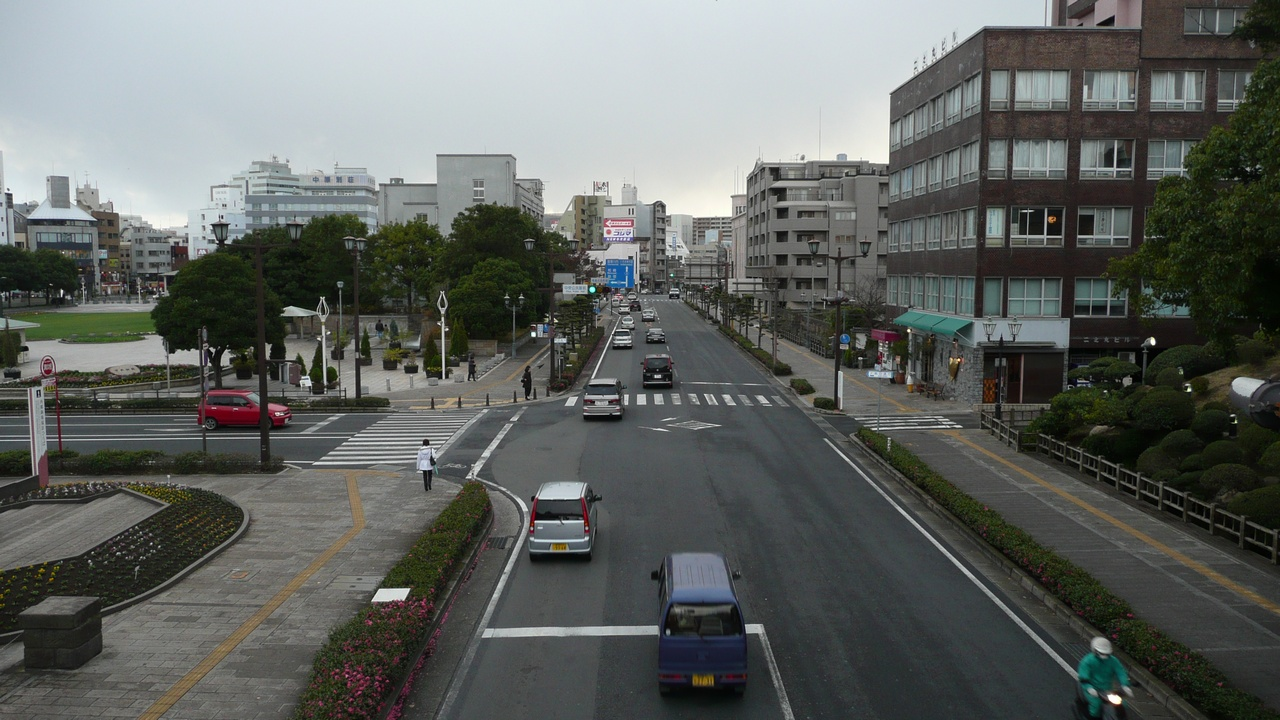
鹿児島市地点 （国道10号終点）